# Klaus Meier-Ude
Klaus Meier-Ude (* 13. Oktober 1927 in Lübeck) ist ein deutscher Fotograf und Fotojournalist.
Meier-Ude war lange Jahre für die Frankfurter Rundschau tätig. 1968 erhielt er den Theodor-Wolff-Preis für seine Bildreportage Stundenbuch einer Stadt, die im Frühjahr 1967 in der Frankfurter Rundschau veröffentlicht worden war.  Eine seiner bekanntesten Bücher sind die mit  Valentin Senger herausgegebene Bildbände Die jüdischen Friedhöfe in Berlin (1984) und Die jüdischen Friedhöfe in Frankfurt am Main (2004).
Er ist mit Christel Ude (* 1927) verheiratet und hat eine Tochter.